# Family Circle Cup 1978
Il Family Circle Cup 1978 è stato un torneo di tennis giocato sulla terra verde.
È stata la 6ª edizione del Family Circle Cup, che fa parte del WTA Tour 1978.
Si è giocato al Sea Pines Plantation di Hilton Head Island negli Stati Uniti dal 10 al 16 aprile 1978.

## Campionesse

### Singolare
Chris Evert ha battuto in finale  Kerry Melville Reid con il punteggio di 6–2, 6–0

### Doppio
Billie Jean King /  Martina Navrátilová hanno battuto in finale  Mona Anne Schallau-Guerrant /  Greer Stevens con il punteggio di 6–3, 7–5